# (4969) Lawrence
(4969) Lawrence (1986 TU) – planetoida z pasa głównego asteroid okrążająca Słońce w ciągu 4,58 lat w średniej odległości 2,76 j.a. Odkryta 4 października 1986 roku.